# محمد رشيد (سباح)
محمد رشيد (ولد في 4 آذار / مارس 1968) هو سباح مالديفي مثل المالديف في الألعاب الأولمبية الصيفية 1992.
كان رشيد في عمر الرابعة والعشرين عاما عندما شارك في الألعاب الأولمبية الصيفية 1992، شارك في اثنتين من منافسات السباحة، في 50 مترا سباحة حرة أنهى السباق في موقع 72 من 75 وبزمن قدره 30.37 ثانية، وشارك أيضا في مسابقة 100 متر سباحة حرة، حيث أنهى السباق بزمن قدره 1:08.12 في المركز الخامس والسبعين.

## روابط خارجية
- محمد رشيد على موقع أوليمبيديا (الإنجليزية)